# Portland Pattern Repository
Il Portland Pattern Repository (o PPR) è il progetto di documentazione per cui fu usato il primo software wiki mai esistito, Wiki Base. Il programmatore del software e proprietario del sito, Ward Cunningham, chiamò la sezione WikiWikiWeb, e l'affiancò alle già esistenti pagine statiche il 25 marzo 1995, giorno della nascita del primo wiki.
Il Portland Pattern Repository è un repository dedicato all'uso dei pattern nella programmazione, con un'enfasi crescente sul metodo di programmazione chiamato programmazione estrema. Lo slogan del sito è People, Projects & Patterns (persone, progetti e pattern). Il sito si propone come un punto di raccolta di soluzioni definite attraverso l'uso di un linguaggio ad oggetti per la definizione, appunto, di pattern.
Per identificare il PPR viene anche usato il nome Ward's Wiki (o, in CamelCase, WardsWiki), ma ha una connotazione negativa, poiché fa credere che Ward Cunningham mantenesse un forte controllo su tutta la comunità, ruolo che lui decisamente ha evitato di avere. Altri nomi sono stati suggeriti per evitare l'ambiguità con il concetto generico di un wiki, e per riflettere la crescente quantità di contenuti non relativi ai pattern.
La pagina di apertura del Portland Pattern Repository recita:
(c2:WelcomeVisitors)